# ایروینگ برلین
ایروینگ برلین (به انگلیسی: Irving Berlin) (زاده۱۱ مه ۱۸۸۸ – درگذشته ۲۲ سپتامبر ۱۹۸۹) آهنگساز و سراینده ترانه آمریکایی

## زندگی
ایروینگ برلین در خانواده‌ای یهودی در روسیه زاده شد و نام اصلی او «ایزرائل ایزیدور بالینه» (به انگلیسی: Israel Isidore Beilin) بود. در سال ۱۸۹۳ همراه خانواده به آمریکا مهاجرت کرد.
او یکی از پرکارترین و مشهورترین آهنگ‌سازان و ترانه‌سرایان آمریکا است. بیش از ۳۰۰۰ ترانه نوشته و موسیقی ۱۷ فیلم را ساخته‌است.
از میان آثارش می‌توان به موارد ذیل اشاره کرد:
- همیشه (۱۹۲۵)
- درنگ کن، ببین و گوش کن (۱۹۲۶)
- بسیار شیک‌پوش (۱۹۲۷)
- خداوند به آمریکا برکت دهد (۱۹۳۹)
- کریسمس سفید (۱۹۴۲)
- نمایش باشکوه عید پاک (۱۹۴۲)